# Stenostomum portoricense
Stenostomum portoricense är en måreväxtart som beskrevs av Nathaniel Lord Britton och Percy Wilson. Stenostomum portoricense ingår i släktet Stenostomum och familjen måreväxter. Inga underarter finns listade i Catalogue of Life.